# 廃刊になった日本の新聞一覧
廃刊になった日本の新聞一覧（はいかんになったにほんのしんぶんいちらん）とは、休刊・廃刊となり現在は刊行されていない日本の新聞の一覧である。本項では1970年代以降に廃刊となった日刊の新聞について記載する。

## 年代別の廃刊紙

### 1970年代
- 1979年
  - 滋賀日日新聞（滋賀県大津市） - 『京都新聞』に統合された

### 1980年代
- 1982年
  - 夕刊京都（京都府京都市） - 『京都新聞』の関連紙
- 1986年
  - 日刊新愛媛（愛媛県松山市） - 親会社・来島どっくの経営不振に伴い廃刊
- 1988年
  - 中部讀賣新聞（愛知県名古屋市） - 1975年に読売新聞社が名古屋の印刷会社との業務提携により、読売本体とは別組織・別法人の株式会社中部読売新聞社から創刊。不当廉売問題で世間の注目を集めたが、1988年、経営不振により読売巨人軍を運営する読売興業株式会社（後の株式会社よみうり）に事業譲渡して『読売新聞』に。現在は東京本社管轄の中部支社が発行
- 1989年
  - 北見毎日新聞（北海道北見市） - 戦前の『北都日日新聞』を継承して1947年創刊された『北見日日新聞』が母体
  - 秋川新聞（東京都西多摩郡五日市町） - 秋川流域の五日市町と隣接する秋川市（いずれも現：あきる野市）で、「新五日市社」から発行されていたミニコミ紙。発行人の息子である従業員の宮﨑勤が東京・埼玉連続幼女誘拐殺人事件の犯人として逮捕されたため廃刊

### 1990年代
- 1990年
  - 赤平新報（北海道赤平市）
- 1991年
  - 毎夕新聞（福島県会津若松市）
  - 東京レディコング（東京都） - 女性向け夕刊紙。親会社の破綻により廃刊
  - 関西新聞（大阪府大阪市） - 在阪夕刊紙の中では経済ニュース中心の紙面であったが、許永中が経営に関わってから、彼が関与したイトマン事件の影響により廃刊
- 1992年
  - 日刊旭川新聞（北海道旭川市） - 1984年、日刊旭川として創刊した北海道旭川市の地域紙。廃刊後、元記者ら有志が週刊『あさひかわ新聞』を創刊
  - 東京タイムズ（東京都江東区） - ロッテ資本を経て、後に徳間書店の傘下となる。末期はタブロイド判で発行されていたが、経営難により廃刊
  - フクニチ新聞（福岡県福岡市） - 1946年、「夕刊フクニチ」の題号で夕刊紙として創刊。長谷川町子の4コマ漫画『サザエさん』が最初に掲載された新聞であった。4月に破産宣告を受け廃刊
  - フクニチスポーツ（福岡県福岡市） - フクニチ新聞社が発行していたスポーツ紙
- 1993年
  - オホーツク新聞（北海道北見市） - 『北見毎日新聞』廃刊後の1989年、美幌町の夕刊美幌を母体に創刊された地域紙。網走支庁管内全域への急激なエリア拡大を狙ったが失敗。夕刊美幌は1994年に復刊紋別市の『オホーツク新聞』（旧『紋別新聞』、2009年休刊）とは関係ない
  - 日刊福井（福井県福井市） - 『北陸中日新聞』福井版と紙面統合、『日刊県民福井』として中日グループの傘下に
  - 週刊市民新聞（富山県高岡市） - 1950年創刊。
- 1994年
  - 日刊アスカ（東京都） - 1993年12月13日に創刊。漫画を取り入れた夕刊紙だったが、短期間で休刊
  - 栃木新聞（栃木県宇都宮市） - 休刊後、労働組合によって1996年1月まで独自に発行が続けられた
- 1995年
  - 宮城タイムス（宮城県気仙沼市） - 日刊地域紙。同紙の営業を兼ねていた社長が入院し、営業担当者が不在になって新聞制作を続けることが困難になったことにより休刊
  - 新大阪（大阪府大阪市） - 山口組などの暴力団報道主体の夕刊紙であったが、兵庫県南部地震（阪神・淡路大震災）による経営悪化により廃刊
- 1996年
  - 美唄新報（北海道美唄市）
- 1998年
  - 北海タイムス（北海道札幌市） - 戦時統合で『北海道新聞』となった旧『北海タイムス』（1901年創刊）の題号を受け継いで1946年に創刊。北海道新聞に次ぐ規模の道内紙となったが、北海道に進出した全国紙と北海道新聞との激しい競合のあおりを受けて経営が悪化し、企業買収に伴う経営混乱の末に廃刊
  - 石巻新聞（宮城県石巻市）
  - 競馬サイエンス - 急激な販路拡大がアダとなり休刊
  - ぐりぐり◎（にじゅうまる） - 「想定段階の馬柱をそのまま枠順確定版として誤掲載したものを発行してしまう」という競馬新聞としては致命的なミスを犯し、わずかに通算5号で休刊に追い込まれ、これはその後再起できず事実上の廃刊。
- 1999年
  - 釜石新報（岩手県釜石市）

### 2000年代
- 2000年
  - 毎日こどもしんぶん（東京都千代田区） - 毎日新聞社発行の幼稚園年長組・小学校低学年向けの週刊新聞。毎日小学生新聞に統合される形で廃刊
- 2001年
  - 北見新聞（北海道北見市） - 北海道網走支庁管内最古の新聞『北之殖民』（1912年創刊）が母体の日刊地域紙。日刊フリーペーパー『経済の伝書鳩』と『北海道新聞』との競合激化に巻き込まれ休刊
- 2002年
  - 大阪新聞（大阪府大阪市） - 産経新聞系。産経新聞大阪本社版夕刊に紙面統合。これに伴い、熾烈な販売競争を繰り広げてきた大阪ローカルの夕刊紙がすべて消滅したことになる（夕刊紙だった『大阪日日新聞』は2000年に朝刊紙に移行）。また同時に産経新聞東京本社発行の夕刊が廃止されている
- 2003年
  - 新いばらき（茨城県水戸市）
  - さきがけスポーツ（秋田県秋田市） - 紙面は『サンケイスポーツ』東京本社版の記事を共有していた。休刊後は『秋田魁新報』夕刊・スポーツ面に統合
- 2004年
  - 鹿児島新報（鹿児島県鹿児島市） - 『南日本新聞』や全国紙などの競争激化により経営が悪化して休刊
  - 諏訪毎夕新聞（長野県諏訪市）
  - 網走新聞（北海道網走市） - 火災による発行人夫妻の死去で廃刊
- 2005年
  - 湖国新聞（長野県下諏訪町）
  - みんなの滋賀新聞（滋賀県大津市） - 前述の『滋賀日日新聞』以来約26年ぶりに創刊された滋賀県の純県域紙だったが、振るわずに創刊からわずか約5ヶ月弱で休刊。その後復刊の目途が立たないまま発行元が倒産
- 2006年
  - 防長新聞（山口県岩国市） - 地元の暴力団が経営に関わり、手形を乱発して経営を圧迫
- 2007年
  - 三笠タイムス（北海道三笠市）
  - 美唄新聞（北海道美唄市） - 空知新聞社に吸収された
  - 城洋新聞（宮城県南三陸町） - 2代目社長急逝のため休刊
  - 空知タイムス（北海道芦別市）
  - 仙北新聞（宮城県鳴子町）
  - 毎日中学生新聞（東京都・大阪市） - 毎日新聞社発行の中学生向け日刊新聞。毎日新聞の「中学生面」に移行する形で廃刊
- 2008年
  - 唐津新聞（佐賀県唐津市） - 日刊地域紙。元日付で廃刊
  - 斜里新聞（北海道斜里町） - 社主が斜里町長に就任したことを理由に元日付で休刊
  - ホースニュース・馬
  - 伊那毎日新聞（長野県伊那市） - 上伊那地域の日刊地域紙
  - 名古屋タイムズ（愛知県名古屋市） - 中日新聞系。「都市型夕刊紙」として親しまれたが、経営不振により廃刊
  - レジャーニューズ（愛知県名古屋市） - 名古屋タイムズ社から発行されていたスポーツ紙
  - 南海日日新聞（愛媛県八幡浜市） - 『日刊新愛媛』の元記者斉間満が創刊
- 2009年
  - 石狩民友新聞（北海道石狩市）
  - 札幌タイムス（北海道札幌市） - 旧『北海タイムス』の元役員らが1999年に日刊の『フロンティア・タイムス』として創刊。のち改題してエリアを縮小、週刊化して経営の立て直しを図ったが、景気低迷による広告収入の減少を理由に休刊
  - オホーツク新聞（北海道紋別市） - 日刊地域紙。2003年に『紋別新聞』から改題したが、補助金を受けてインターネット情報発信のモデル事業を複数手がけたあと、補助事業の終了と同時に部数低迷と一般印刷事業の不振を理由に廃刊
  - 株式市場新聞
  - 日刊岩見沢新聞（北海道岩見沢市） - 日刊地域紙。広告収入の減少と部数低迷、経営の後継者難から休刊。空知新聞社が事業を継承
  - リアルスポーツ（東京都江東区） - 旧『内外タイムス』。題号を変更して間もない時期に廃刊

### 2010年代
- 2010年
  - 日本繊維新聞
  - センイ・ジヤァナル
- 2011年
  - 東北地方太平洋沖地震（東日本大震災）津波被災による休刊
    - 岩手東海新聞（岩手県釜石市） - 元社員らが『復興釜石新聞』を創刊（2021年廃刊）
    - 南三陸新聞（宮城県南三陸町）

  - 高崎市民新聞（群馬県高崎市） - 3月24日廃刊
  - 建設日報
  - 岡山日日新聞（岡山県岡山市） - かつてカバヤ食品傘下にあった。販売部数減少と広告収入低迷にともなう累積赤字の拡大で2008年に事業を新社に譲渡する形で経営再建を図ったものの、業績回復を果たせず自己破産し廃刊
  - 更埴新聞（長野県千曲市）
- 2012年
  - 日刊新民報（埼玉県所沢市）
  - 藤里新聞（秋田県藤里町）
  - 魚沼新報（新潟県南魚沼市） - 発行していた印刷会社の破産で7月27日廃刊[1]
  - 女満別新聞（北海道大空町） - 12月5日廃刊
- 2013年
  - 常陽新聞（旧、茨城県土浦市） - 景気低迷による業績悪化で2013年準自己破産を申し立て廃刊。別経営で翌年復刊（2021年廃刊）
  - MAINICHI RT - 毎日新聞社が週6回発行していたタブロイド紙
  - 信州日報（長野県飯田市） - 販売と広告が共に低迷し11月30日付で事実上の廃刊。自己破産を申し立てた
- 2015年
  - 原子力産業新聞 - 日本原子力産業協会が発行していたが、3月26日で紙面廃刊。電子版に移行
  - おおだて新報（秋田県大館市） - 北羽新報の関連会社、大館新報社（北羽新報大館支社）が大館市周辺で発行した日刊紙
  - 遠軽新聞（北海道遠軽町） - 日刊地域紙で旧『北東民報』。合併相手の個人紙側一家による経営権掌握後急速に衰退し、経営難に陥って廃刊した
  - 八幡浜民報（愛媛県八幡浜市）- 12月1日付で終刊[2]
- 2016年
  - SANKEI EXPRESS - 産経新聞社が発行していた若年層向けタブロイド紙
  - 南空知新報（北海道栗山町）週刊[3]
  - 京都丹波新聞（京都府亀岡市） - 旧『亀岡市民新聞』。3月11日付で休刊[4]
  - 近江毎夕新聞（滋賀県長浜市）12月21日付で休刊[5]。
- 2017年
  - 常陽新聞（新、茨城県つくば市） - 2013年廃刊の旧紙の題号を買い取って2014年に復刊。購読者数の伸び悩みを受け3月31日付で休刊
  - 日本情報産業新聞 - 発行継続困難として6月26日号で休刊
  - 紙業新聞 - 発行部数、広告売上低迷を理由に9月22日付で廃刊
  - 久留米日日新聞 （福岡県久留米市）
- 2018年
  - ベルマーク新聞 - 「月刊ベルマーク」として創刊。2002年より年5回、2004年より年4回刊行に移行。1月10日付にて紙面廃刊
  - JR貨物ニュース - 日本貨物鉄道より発刊。3月15日付にて廃刊。「MONTHLYかもつ」（鉄道貨物協会）に統合
  - 日刊海事通信 - 代表者急逝のため3月20日廃刊
  - 家庭新聞（埼玉県所沢市）
  - 岳陽新聞（静岡県富士宮市）- 地元選出の政治家に関する複数の記事について「不適切」であったとして3月25日付の一面に謝罪広告を掲載[6]、3月31日付の一面にも別の複数の記事に関する謝罪広告を掲載した上で廃刊[7][8]
  - リアスの風（宮城県気仙沼市）- 3月31日付で休刊。「気仙沼かほく」から改題[9]
  - 週刊アキタ（秋田市） - 4月27日付を持って休刊[10]
  - 日刊大牟田（福岡県大牟田市）- 社主の死去を受け廃刊。廃刊時点で5000部[11]
  - 山陽日日新聞（広島県尾道市） - 11月1日付で廃刊[12]
  - ポリオレフィン時報 - 12月7日付で休刊
  - 福島中央新報（福島県二本松市）- 12月29日付で休刊[13]
- 2019年
  - 奈良日日新聞（奈良県奈良市） - 4月26日付朝刊を持って休刊、奈良新聞に紙面統合[14]
  - 越後ジャーナル（新潟県三条市）- 印刷を行っていた明間印刷所の破産を受け廃刊
  - 八幡浜新聞（愛媛県八幡浜市） - 12月27日付をもって終刊[15]

### 2020年代
- 2020年
  - 千歳民報（北海道千歳市）- 苫小牧民報が千歳市・恵庭市向けの題号で発行。1月31日付で休刊[16]
  - 郷土新聞（静岡県掛川市）- 発行部数減少により3月27日付で休刊[17]
  - 南海タイムス（東京都八丈町）- 事業の縮小による減収及び新型コロナウイルス感染拡大による地域経済への打撃を受け休刊[18]
  - ツー・ワン紀州（和歌山県御坊市） - 3月5日をもって破産手続き開始[19]
  - フクニチ住宅新聞（福岡県福岡市）- 6月26日付をもって休刊
  - ぐんま経済新聞（群馬県前橋市）- 週刊。9月に休刊した
  - ジャズワールド（東京都世田谷区）
  - こんにちは、（岡山県岡山市）- ジョセイ新聞社が「こんにちは新聞」として1979年から岡山市中心市街地とその周辺で発行したフリーペーパー。サンケイリビング新聞社傘下の岡山リビング新聞社（現・山陽リビングメディア）が1983年から発行した「リビングおかやま」（現・「さりお」）と競合して次第に発行規模を縮小。新型コロナウイルス感染拡大による地域経済の打撃を理由に2020年5月10日号付で休刊した。
  - 毎日ウィークリー - 英字週刊新聞
- 2021年
  - 夕張タイムス（北海道夕張市） - 2代目主筆の死去を受け1月1日付で廃刊[20]
  - 根室新聞（北海道根室市） - 制作スタッフの確保難などを理由に3月31日付で廃刊[21]
  - 東日本大震災被災地の緊急雇用創出事業活用による創刊紙
    - 大槌新聞（岩手県大槌町） - 地元有志が2012年に創刊。3月11日付で休刊[22]
    - 復興釜石新聞（岩手県釜石市） - 被災で廃刊した旧岩手東海新聞元社員が2011年に創刊。新型コロナウイルスの影響を受け3月31日付で廃刊[23]

  - 日刊両毛新聞（栃木県足利市） - 2020年5月に休刊したのち新経営者で同年8月に復刊したが、広告収入の落ち込みや購読者数の伸び悩みを受けて2021年6月15日付で再度休刊[24]
  - フジサンケイ ビジネスアイ（東京都千代田区） - 旧日本工業新聞。2021年6月30日付で休刊。姉妹紙・産経新聞紙面上に「フジサンケイビジネスアイ面」を新設し一部内容を移行[25]
  - 米澤新聞（山形県米沢市） - 新型コロナウイルス感染症や前社長の死去の影響を受けて、10月27日付にて廃刊、自己破産[26]
  - 羽幌タイムス（北海道羽幌町・苫前町・初山別村）- 地元有志が1946年に創刊。社長が1人で記事の執筆・印刷・配達を行っていたが、社長の妻の通院・印刷機の故障等の事情により2021年11月に廃刊[27]
  - 株式新聞 - 証券専門紙
- 2022年
  - ちゅーピー子ども新聞（広島県広島市）
  - 道新スポーツ（北海道札幌市）
  - 南九州新聞（鹿児島県鹿屋市）
- 2023年
  - 西日本スポーツ（福岡県福岡市）
  - エル・ゴラッソ（東京都渋谷区）
  - 大阪日日新聞（大阪府大阪市）
  - 週刊碁（東京都千代田区）
  - 日刊静岡（静岡県御殿場市）
- 2024年
  - 日経産業新聞（東京都千代田区）
  - 盛岡タイムス（岩手県盛岡市）
  - 真岡新聞（栃木県真岡市）
  - 庵原新聞（静岡県静岡市）
  - Nikkei Asia（東京都千代田区）
  - 置戸タイムス（北海道置戸町）
- 2025年
  - 柳井日日新聞（山口県柳井市）
  - ネムロニュース（北海道根室市）
  - 東京中日スポーツ（東京都千代田区）
  - 夕刊フジ（東京都千代田区）
  - 日経ヴェリタス（東京都千代田区）
  - 伊和新聞（三重県名張市）[28]
  - 新報スポニチ（沖縄県那覇市）
  - 栃尾タイムス（新潟県長岡市）
  - 日刊政経（北海道函館市）
  - 大衆日報（千葉県銚子市）

## 地域別の廃刊紙

### 北海道地方
- 北海タイムス（1946 - 1998）
- 北見毎日新聞（北見市・1950 - 1989）
- 赤平新報（赤平市・1962 - 1990）
- 日刊旭川新聞（旭川市・1984 - 1992）
- オホーツク新聞（北見市・1989 - 1993）
- 美唄新報（美唄市・1949 - 1996）
- 北見新聞（北見市・1912 - 2001）
- 網走新聞（網走市・1947 - 2004）
- 三笠タイムス（三笠市・1949 - 2007）
- 美唄新聞（美唄市・1996 - 2007）
- 空知タイムス（芦別市・1950 - 2007）
- 斜里新聞（斜里町・1979 - 2008）
- 石狩民友新聞（石狩市・1988 - 2009）
- サッポロウィークリー（札幌市・1986 - 2006）
- 札幌タイムス（札幌市・1999 - 2009）
- オホーツク新聞（旧紋別新聞、紋別市・1958 - 2009）
- 日刊岩見沢新聞（岩見沢市・1949 - 2009）
- 女満別新聞（大空町・1957 - 2012）
- 遠軽新聞（遠軽町・1976 - 2015）
- 南空知新報（栗山町・1980 - 2016）
- 千歳民報（千歳市・1963 - 2020）
- 夕張タイムス（夕張市・1940 - 2021）
- 羽幌タイムス（羽幌町・1946 - 2021）
- 根室新聞（根室市・1947 - 2021）
- 置戸タイムス（置戸町・1951 - 2024）
- ネムロニュース（根室市・2022 - 2025）
- 日刊政経（函館市・1959 - 2025）

### 東北地方
- 毎夕新聞（福島県会津若松市・1947 - 1991）
- 郡山新聞（福島県郡山市・1953 - 1994）
- 宮城タイムス（宮城県気仙沼市・1947 - 1995）
- 石巻新聞（宮城県石巻市・1946 - 1998）
- 釜石新報（岩手県釜石市・1982 - 1999）
- 城洋新聞（宮城県南三陸町・1955 - 2007）社主急逝により廃刊
- 仙北新聞（宮城県鳴子町・1947 - 2007）
- 県北新聞（秋田県北秋田市・1971 - 2007）
- 南三陸新聞（宮城県南三陸町・2008 - 2011）
- 岩手東海新聞（岩手県釜石市・1948 - 2011）東日本大震災により本社機能を喪失し会社解散
- 会津日報（福島県会津若松市・1919 - 2014）
- おおだて新報（秋田県大館市・1980 - 2015）
- リアスの風（宮城県気仙沼市・1983 - 2018[9]）
- 週刊アキタ（秋田市・1979 - 2018）
- 福島中央新報（福島県二本松市・1948 - 2018[13]）
- 復興釜石新聞（岩手県釜石市・2011 - 2021）
- 大槌新聞（岩手県大槌町・2012 - 2021）
- 米澤新聞（山形県米沢市・1879 - 2021）
- 盛岡タイムス（岩手県盛岡市・1969 - 2024）

### 関東地方
- 東京タイムズ（東京都江東区・1946 - 1992）
- 栃木新聞（栃木県宇都宮市・1950 - 1996）
- 日立民報（茨城県日立市・1950 - 2000）
- 新いばらき（茨城県水戸市・1952 - 2003）
- 小笠原新聞（東京都小笠原村・1991 - 2004）
- 日刊常総新聞（千葉県銚子市・1975 - 2009）
- リアルスポーツ（1949 - 2009）旧内外タイムス
- 高崎市民新聞（群馬県高崎市・1950 - 2011）
- 日刊新民報（埼玉県所沢市・1952 - 2012）
- 多摩ニュータウンタイムズ（東京都多摩市・1969 - 2012）
- 房総時事新聞（千葉県木更津市・1949 - 2012[29]）
- 常陽新聞（初代）（茨城県土浦市・1948 - 2013）
- 相豆新聞（神奈川県湯河原町・1973 - 2016）
- 常陽新聞（2代）（茨城県土浦市・2013 - 2017）
- 南海タイムス（東京都八丈町・1931 - 2020）
- 日刊両毛新聞（栃木県足利市・1932 - 2020、2020 - 2021）
- ぐんま経済新聞（群馬県前橋市・1983 - 2020）
- 真岡新聞（栃木県真岡市・1983 - 2024）
- 大衆日報（千葉県銚子市・1933 - 2025）

### 中部地方
- 北陸めざまし新聞（富山県下新川郡朝日町・1923年 - 不明[30]）
- 黒東新聞（富山県下新川郡朝日町・不明 - 不明[30]）
- 中部讀賣新聞（愛知県名古屋市・1975 - 1988）読売新聞（東京本社）と統合する形で廃刊。現在の読売新聞中部支社版。
- 日刊福井（福井県福井市・1977 - 1992）北陸中日新聞福井県版と統合。現在は「日刊県民福井」として中日新聞社の福井支社から発行。
- 氷見新聞（富山県氷見市・1936 - 2000）
- 沼津新聞（静岡県沼津市・1946 - 2003）
- 諏訪毎夕新聞（長野県諏訪市・1954 - 2004）
- 中部新報（愛知県碧南市・1959 - 2004）
- 湖国新聞（長野県下諏訪町・1946 - 2005）
- ひだニュース（岐阜県飛騨市・1995 - 2005）
- 伊那毎日新聞（長野県伊那市・1955 - 2008）
- 白馬新聞（長野県白馬村・1975 - 2008）
- 名古屋タイムズ（愛知県名古屋市・1946 - 2008）
- とうめい新聞（愛知県瀬戸市・1994 - 2009）
- 一宮タイムス（愛知県一宮市・1946 - 2010）
- 更埴新聞（長野県千曲市・1982 - 2011）
- 中濃新聞（岐阜県関市・1947 - 2011）
- 魚沼新報（新潟県南魚沼市・1901 - 2012）
- 信州日報（長野県飯田市・1956 - 2013）
- 週報とおかまち（新潟県十日町市・1967 - 2013）
- 北信タイムス（長野県中野市・1949 - 2014）
- 岳陽新聞（静岡県富士宮市・1955[31] - 2018）
- 越後ジャーナル（新潟県三条市・1978 - 2019）明間印刷所の工場を借用して印刷をしていたが、同社の破産により印刷できなくなった。
- 郷土新聞（静岡県掛川市・1953 - 2020）
- 日刊静岡（静岡県御殿場市・不明 - 2023）
- 庵原新聞（静岡県静岡市・1983 - 2024）
- 栃尾タイムス（新潟県長岡市・1963 - 2025）

### 近畿地方
- 神港夕刊新聞（兵庫県神戸市・1948 - 1968）
- 滋賀日日新聞（滋賀県大津市・1922 - 1979）
- 夕刊京都（京都府京都市・1946 - 1982）
- 関西新聞（大阪府大阪市・1950 - 1991）
- 新大阪（大阪府大阪市・1946 - 1995）
- 大阪新聞（大阪府大阪市・1946 - 2002）
- 奈良日日新聞（初代）（奈良県奈良市・1898 - 2005）
- みんなの滋賀新聞（滋賀県大津市・2005）
- 京都丹波新聞（京都府亀岡市・不明 - 2016）
- 近江毎夕新聞（滋賀県長浜市・1929 - 2016）
- 奈良日日新聞（2代）（奈良県奈良市・2006 - 2019）
- ツー・ワン紀州（和歌山県御坊市・1997 - 2020）
- 大阪日日新聞（大阪府大阪市・1946 - 2023）
- 伊和新聞（三重県名張市・1926 - 2025）

### 中国・四国地方
- 防長新聞(初代)（山口県山口市・1885 - 1978）
- 日刊新愛媛（愛媛県松山市・1960 - 1986）
- 岡山日報（岡山県岡山市・1956 - 1999）社主急逝により廃刊
- 防長新聞(2代)（山口県岩国市・1964 - 2006）
- 南海日日新聞（愛媛県八幡浜市・1975 - 2008）
- 毎朝新聞（徳島県徳島市・1978 - 不明）
- 岡山日日新聞（岡山県岡山市・1946 - 2011）
- 大陽新聞（広島県福山市・1947 - 2014）
- 八幡浜民報（愛媛県八幡浜市・1945 - 2015[2]）
- 山陽日日新聞（広島県尾道市・1898 - 2018）
- 八幡浜新聞（愛媛県八幡浜市・1928 - 2019[15]）
- 柳井日日新聞（山口県柳井市・1960 - 2025）

### 九州地方
- フクニチ新聞（福岡県福岡市・1946 - 1992）
- 夕刊ポケット（宮崎県延岡市・不明 - 1992）
- 日刊宮古（沖縄県宮古島市・1982 - 1992）
- 鹿児島新報（鹿児島県鹿児島市・1959 - 2004）
- 唐津新聞（佐賀県唐津市・1946 - 2008）
- 壱岐日報（長崎県壱岐市・1930 - 2012）
- 鳥栖新聞（佐賀県鳥栖市・1972 - 2014）
- 壱岐日日新聞（長崎県壱岐市・1999 - 2016）
- 久留米日日新聞（福岡県久留米市・1957 - 2017）
- 日刊大牟田（福岡県大牟田市・1985 - 2018）
- 南九州新聞（鹿児島県鹿屋市・1955 - 2022）

## 分野別の廃刊紙

### スポーツ紙
- スポーツ中国（1964 - 1965）- 中国新聞社発行
- フクニチスポーツ（1956 - 1992）- フクニチ新聞社発行
- さきがけスポーツ（1996 - 2003）- 秋田魁新報社発行
- 道新スポーツ（1982 - 2022）- 北海道新聞社発行
- 西日本スポーツ（1955 - 2023）- 西日本新聞社発行
- エル・ゴラッソ（2004 - 2023）- スクワッド発行
- 東京中日スポーツ（1970 - 2025）- 中日新聞東京本社発行
- 新報スポニチ（1990 - 2025）- 琉球新報社発行

### タブロイド紙
- 夕刊フジ（1969 - 2025）- 産業経済新聞社発行

### 経済紙
- フジサンケイ ビジネスアイ（1958 - 2021）
- 日経産業新聞（1973 - 2024）

### 業界紙
- Medicament News（1974 - 2016）
- 紙業新聞（1943 - 2017）
- 日本情報産業新聞（1968 - 2017）
- 電気日日新聞（1955 - 2017）
- 日刊海事通信（1949 - 2018）
- ポリオレフィン時報（1956 - 2018）
- ベルマーク新聞（1970 - 2018）
- JR貨物ニュース（2000 - 2018）
- フクニチ住宅新聞（1973 - 2020）

### 証券専門紙
- 證券新報・証券タイムズ（1953 - 2009）
- 株式市場新聞（1956 - 2009）
- 証券日刊（1959 - 2008）
- 日刊経済新聞（1949 - 1964）
- 株式新聞（1949 - 2021）
- 日経ヴェリタス（2008 - 2025）

### 特定分野専門紙
- 短歌新聞（1953 - 2011）
- 週刊将棋（1984 - 2016）
- 音楽舞踊新聞（1986 - 2016）
- ジャズワールド（1979 - 2020）
- 週刊碁（1977 - 2023）

### 大学新聞
- 北海道大学新聞
- 教育大学新聞（文理科大学新聞）

### 政党機関紙
- fortessimo（自由連合）
- プレス民主（民主党）→民進プレス（民進党）
- 國民新聞（國民新聞社）
- 生活の党→生活の党と山本太郎となかまたち→プレス自由（自由党）

### 宗教団体紙
- シャンバラ新聞（オウム神仙の会）
- 聖公会新聞（1948 - 2015）- 聖公会出版

### こども新聞
- 毎日こどもしんぶん（1976 - 2000）
- 毎日中学生新聞（1949 - 2006）
- 高校生スポーツ（2006 - 2008）
- ちゅーピー子ども新聞（2007 - 2022）

## 他言語の廃刊紙

### 英字紙
- ヘラルド朝日（2001 - 2011）
- 毎日デイリーニューズ（1922 - 2001）
- 日経ウィークリー（1963 - 2013）
- 毎日ウィークリー（1972 - 2020）
- Nikkei Asia（2013 - 2024）

### 非英字紙
- インターナショナルプレス
  - ポルトガル語（在日ブラジル人向け、1991 - 2010）
  - スペイン語（在日ペルー人向け、1994 - 2010）
- 時報週刊、時報（中国語、2001 - 2007）